# 630 (číslo)
Šest set třicet je přirozené číslo. Následuje po čísle šest set dvacet devět a předchází číslu šest set třicet jedna. Římskými číslicemi se zapisuje DCXXX a řeckými číslicemi χλ.

## Matematika
630 je:
- Trojúhelníkové číslo
- Šestiúhelníkové číslo
- Abundantní číslo
- Složené číslo
- Nešťastné číslo

## Astronomie
- (630) Euphemia je planetka hlavního pásu, kterou objevil v roce 1907 August Kopff

## Roky
- 630
- 630 př. n. l.